# جوليو سيزار (لاعب كرة قدم مواليد 1994)
جوليو سيزار هو لاعب كرة قدم برازيلي في مركز الهجوم، ولد في 12 أغسطس 1994 في أراوكاريا في البرازيل. لعب مع نادي أيه بي سي.

## وصلات خارجية
- جوليو سيزار (لاعب كرة قدم مواليد 1994) على موقع قاعدة بيانات كرة القدم.إي يو (الإنجليزية)
- جوليو سيزار (لاعب كرة قدم مواليد 1994) على موقع Soccerway.com (الإنجليزية)
- جوليو سيزار (لاعب كرة قدم مواليد 1994) على موقع عالم كرة القدم.نت (الإنجليزية)